# Live Forever
"Live Forever" là một bài hát của ban nhạc rock người Anh Oasis. Ca khúc do Noel Gallagher sáng tác và là đĩa đơn thứ 3 trích từ album đầu tay của nhóm mang tên Definitely Maybe (1994). Bài hát được ra mắt vào ngày 8 tháng 8 năm 1994, ngay trước khi ban nhạc phát hành album. Gallagher sáng tác ca khúc này vào năm 1991 trước khi anh gia nhập Oasis. Lấy cảm hứng từ "Shine a Light" của The Rolling Stones, "Live Forever" có cấu trúc phổ thông với phần ca từ mang màu sắc lạc quan, tương phản với làn sóng nhạc grunge đang thịnh hành lúc bấy giờ. Đây là đĩa đơn đầu tiên của Oasis lọt vào top 10 tại Anh với rất nhiều phản hồi tích cực. Hiệp hội ghi âm công nghiệp Anh Quốc đã trao cho tác phẩm chứng nhận Vàng và Bạch kim lần lượt vào tháng 2 năm 2016 và tháng 1 năm 2018.

## Bối cảnh và thu âm
Noel Gallagher bắt đầu sáng tác "Live Forever" vào năm 1991 trong lúc làm việc cho một công ty xây dựng ở quê nhà Manchester. Sau khi gặp tai nạn làm chân bị đường ống đè gãy, Noel được giao công việc đỡ cực nhọc hơn ở trong kho vật liệu, tạo điều kiện cho anh có thêm nhiều thời gian sáng tác ca khúc hơn. Một đêm nọ, anh chọn nghe album Exile on Main St. của The Rolling Stones; trong lúc tự chơi một vòng hợp âm của mình, anh nhận thấy nó nghe khá hay so với một bài trích từ album đó. "Nó có một chút [nhạc tố] từ "Shine a Light" như đoạn 'May the good Lord shine a light on you'", Gallagher nhớ lại. Anh kết hợp các giai điệu và đổi câu hát thành "Maybe I don't really want to know". Sau một khoảng thời gian, đó là phần duy nhất của bài hát mà Gallagher đã hoàn thiện.
Noel Gallagher lần đầu trình bày toàn bộ "Live Forever" trước ban nhạc vào đầu năm 1993 ở các buổi tập ngẫu hứng. Theo lời của tay trống Tony McCarroll, ban nhạc thừa nhận đã kinh ngạc trước bài hát. Sau đó ca khúc được tiến hành phối khí để giúp ban nhạc đảm bảo thỏa thuận thu âm với Creation Records. Nói về phản ứng khi lần đầu nghe "Live Forever", giám đốc của Creation, Alan McGee kể lại: "Có lẽ nó [cả khúc] là khoảnh khắc tuyệt vời nhất của đĩa đơn mà tôi từng trải nghiệm với họ".
Đĩa demo của "Live Forever" mở đầu bằng một khúc dạo đầu chơi trên guitar acoustic. Trong lúc thu âm bản album, nhà sản xuất của đĩa nhạc là Owen Morris đã xóa bỏ khúc dạo đầu này và thay bằng một đoạn drumbeat do McCarroll thể hiện. Morris còn tiếp tục xóa phần thứ hai trong đoạn guitar solo của Gallagher. Quyết định của Morris làm Gallagher bị sốc, nên anh nói giỡn với Morris thông qua nhà quản lý Marcus Russell rằng "đừng xóa thêm nửa bài hát nữa trong bản hòa âm cuối cùng". Morris cho biết phần bị xóa khiến ông nghĩ đến "Slash đeo ví da đứng cạnh một cái quạt gió trên Grand Canyon".

## Sáng tác
"Live Forever" nằm trong điệu tính Sol trưởng (tăng cao độ bằng cách giảm chưa đến nửa cung trong hòa âm) và dựa trên tiến trình hợp âm G–D–Am–C–D (tức Sol trưởng-Rê trưởng-La thứ-Đồ trưởng-Rê trưởng), với nốt G (Sol trưởng) thay thành Mi thứ trong hợp xướng đầu, dù nốt này đổi thành La thứ sau điệp khúc cuối. Ca khúc không có tách biệt riêng giữa các phiên khúc và điệp khúc (có duy nhất một điệp khúc falsetto "You and I are gonna live forever" tách biệt các đoạn), đồng thời giai điệu của bài chỉ có vài nốt. Cấu trúc đơn giản của bài hát "tức là tác phẩm chẳng bao giờ kết thúc". Nghệ sĩ guitar Paul Arthurs cho biết, "đối với tôi thì ca khúc đó có thể cứ tiếp diễn mãi".
"Live Forever" mở đầu bằng giọng huýt sáo ngắn gọn và nói "Oh yeah", kế sau là nhịp trống chơi nhịp lẻ kèm vài nhịp điệu. Kế tiếp là câu guitar chính xen kẽ với các nốt nhạc trên dương cầm và giọng hát của Liam dần hoà vào bài hát. Ở mỗi lần phiên khúc bắt đầu, Liam hát cụm từ "Maybe/I don't really wanna know/How your garden grows/'Cause I just wanna fly" và mỗi phiên khúc kết thúc bằng điệp khúc giọng falsetto. Khúc guitar solo xuất hiện sau điệp khúc thứ hai của "You and I are gonna live forever". Sau phiên khúc thứ ba và phần điệp khúc, Liam Gallagher lặp lại câu hát "Gonna live forever!" bốn lần với 'nỗi đau trong giọng hát của anh', sau đó là một khúc độc tấu guitar cuối cùng.
"Live Forever" được giải thích là một bài thơ ca ngợi bà Peggy – mẹ của Noel và Liam Gallagher . Về tổng thể, ca từ của bài hát mang màu sắc tích cực. Noel Gallagher giải thích: "Thời điểm ấy... bài hát được sáng tác giữa lúc giới nhạc grunge đang thống trị. Tôi nhớ Nirvana có một bài tên là 'I Hate Myself and Want to Die' và tôi kiểu, 'Ôi, mình chẳng chấp nhận nổi bài hát chết tiệt đó đâu'. Dù cho là tôi cực kỳ quý anh ta [thủ lĩnh Nirvana Kurt Cobain], song tôi không tài nào chấp nhận nổi. Tôi không thể để người ta đến đây, phê cần sa rồi nói họ ghét bản thân mình và muốn chết. Thật là nhảm nhí. Trẻ con không cần phải nghe mấy lời xúi dại đó." Khi mà Gallagher khẳng định anh không sáng tác "Live Forever" để đáp trả trực tiếp đến Nirvana hay nhạc của họ (vì bản thân anh đã là một người hâm mộ ban nhạc), nam nghệ sĩ đã so sánh cuộc sống của Cobain với nhóm nhạc của anh ta lúc ấy: "Với tôi, có vẻ như anh ta là người có mọi thứ, nhưng điều đó lại làm anh ấy khổ sở. Còn chúng tôi chẳng có gì trong tay cả, nhưng tôi vẫn nghĩ việc thức dậy vào buổi sáng là điều tuyệt vời nhất, bởi bạn không biết đêm nay mình sẽ kết thúc ở đâu. Chúng tôi còn chẳng có nổi một cái nồi để đi tiểu, nhưng nó vẫn thật đỉnh đấy, anh bạn ạ". Gallagher coi câu "We see things they'll never see" là câu hát quan trọng nhất trong ca khúc, anh giải thích rằng những người bạn cũ thường hay chế nhạo trò đùa và câu chuyện mà "chẳng ai thèm đoái hoài đến".

## Đón nhận
—Dominic King nhận xét "Live Forever".
Ngày 8 tháng 6 năm 1994, "Live Forever" được phát hành thành đĩa đơn thứ ba của ban nhạc, tức một tháng trước khi album đầu tay Definitely Maybe ra mắt. Giống như bìa album, ảnh vỏ bìa đĩa là một trong những chi tiết liên hệ đến The Beatles mà Oasis từng kết hợp vào tác phẩm nghệ thuật của họ. Trong trường hợp của "Live Forever", ảnh vỏ bìa là tấm ảnh hình ngôi nhà thời thơ ấu của John Lennon có tên Mendips được chụp bởi nhiếp ảnh gia nhạc rock Michael Spencer Jones.
Thời điểm ấy, "Live Forever" từng là một phần trong các tiết mục trình diễn của Oasis trong hơn một năm và đã được nhắc đến rất nhiều trong những bài nhận xét về ban nhạc; theo như Harris, "việc phát hành nó [thành đĩa đơn] dường như là điều tất yếu sẽ xảy ra". Trong bài đánh giá về đĩa đơn, tạp chí NME cho rằng "Live Forever" là một sự tiến bộ so với những đĩa trước của Oasis với kết luận: "Về cơ bản, những gì từng được xem là vẻ kiêu ngạo đáng ghét của [ban nhạc] người Manchester đột nhiên lại trông quá chính xác mà chẳng cần cố gắng [bày vẽ] nhiều. Một bản nhạc tuyệt vời."
Trong khi hai đĩa đơn đầu tiên của Oasis là "Supersonic" và "Shakermaker" chỉ được đón nhận ở mức vừa phải, chính "Live Forever" "đã giành lấy sự chú ý của thế giới". Ca khúc trở thành bài hit tốp 10 đầu tiên của Oasis khi đứng ở hạng 10 trên các bảng xếp hạng đĩa đơn của Anh vào năm 1994. Năm 1995, bài hát đánh dấu thành công đầu tiên của ban nhạc trên bảng xếp hạng của Mỹ khi lần lượt xếp thứ 2 và thứ 10 trên các bảng xếp hạng Modern Rock Tracks và Mainstream Rock Tracks. Tác giả bài "Live Forever", Noel Gallagher từng nhận xét về những lời tán dương dành cho bài hát: "Mọi người nói với tôi rằng sau 'Live Forever', 'Sau đó các bạn sẽ đi đến đâu?'. Và tôi trả lời là tôi không nghĩ rằng nó hay như thế. Tôi thấy đó là một ca khúc tuyệt hay, nhưng tôi nghĩ mình có thể làm tốt hơn thế."
"Live Forever" đã thu hút thêm những lời ca tụng nhiều năm sau khi phát hành. Năm 2006, ca khúc được vinh danh là bài hát vĩ đại nhất mọi thời đại trong một cuộc bình chọn do tạp chí Q tiến hành; bài hát cũng xếp thứ 9 trong một cuộc bầu chọn tương tự của Q trước đó 3 năm. Năm 2007, "Live Forever" đứng ở vị trí số một trong cuộc bầu chọn 50 "bài ca chủ đề indie vĩ đại nhất từ trước đến nay". Pitchfork cũng liệt ca khúc là bài hát hay nhất của Oasis và nhận xét về ca khúc, "Nó [bài hát] vừa là một tình cảm chân thành và khát vọng giống như ngôi nhà thời thơ ấu của John Lennon trên bìa đĩa đơn, vừa là một sự thổ lộ chân thật và trang nhã của fandom." Trang web nhạc này tiếp tục khen ngợi bài hát vì màu sắc lạc quan can đảm của nó. Ngày 2 tháng 4 năm 2018, "Live Forever" giành vị trí quán quân trong cuộc bình chọn "Best of British" của đài phát thanh Radio X.

## Video âm nhạc
Có hai phiên bản video âm nhạc (MV) của "Live Forever" thực hiện cho thị trường Anh và Mỹ. MV gốc được ghi hình vào ngày 24 tháng 7 năm 1994 do Carlos Grasso đạo diễn và xuất hiện hình ảnh khác thường như Liam Gallagher ngồi trên một chiếc ghế bị gán trên tường, bên cạnh đó một vài góc máy dành riêng cho ban nhạc chôn sống tay trống Tony McCarroll. Một vài video quảng bá của MV phiên bản Anh được quay tại khu tưởng niệm Strawberry Fields, khu vực nằm trong Công viên Trung tâm của thành phố New York nhằm tưởng nhớ cố nhạc sĩ John Lennon—bìa đĩa cũng có hình 251 Menlove Avenue, ngôi nhà thời thơ ấu của Lennon. MV phiên bản Mỹ Nick Egan xuất hiện ban nhạc đang chơi nhạc trong một văn phòng với các tấm hình Sid Vicious, Kurt Cobain, Jim Morrison, John Lennon, Brian Jones, Jimi Hendrix, Marc Bolan và Bobby Moore treo trên tường. Cả hai MV đều nằm trong DVD Definitely Maybe 2004.

## Trình diễn trực tiếp

Liam Gallagher biểu diễn "Live Forever" cùng Chris Martin và Jonny Buckland tại nhạc hội từ thiện One Love Manchester.

"Live Forever" là một tiết mục yêu thích của đám đông khán giả tại các buổi hòa nhạc. Ở một vài buổi hòa nhạc, đáng chú ý là Manchester năm 1996, một slideshow có hình tất cả những nhạc sĩ nổi tiếng đã qua đời mà Oasis hâm mộ—như Elvis Presley, Bob Marley và Sid Vicious—được hiển thị tên màn hình đằng sau ban nhạc; bức hình John Lennon luôn nằm ở cuối slideshow. Trong những năm đầu tiên, Liam Gallagher là người hát riêng phần falsetto, "You and I, we're gonna live forever." Sau cùng Noel Gallagher đã nhận vai trò hát đoạn này, vì "Liam nghĩ hát như thế hơi bị gay". Ngày 4 tháng 6 năm 2017, Liam biểu diễn bài hát cùng với bộ đôi giọng ca chính Chris Martin và tay guitar Jonny Buckland của Coldplay tại nhạc hội từ thiện One Love Manchester để tưởng niệm những nạn nhân của vụ đánh bom tại Manchester Arena. Tháng 2 năm 2018, Liam thể hiện ca khúc tại lễ trao giải Brit Awards 2018 nhằm tưởng nhớ các nạn nhân của vụ tấn công Manchester ở trên sau khi Ariana Grande không thể tham dự vì bị ốm.

## Đội ngũ thực hiện
- Liam Gallagher – hát chính, tambourine
- Noel Gallagher – lead guitar, guitar acoustic, hát đệm
- Paul Arthurs – guitar rhythm, piano
- Paul McGuigan – bass
- Tony McCarroll – trống

## Định dạng bài hát
Ấn bản tại Anh
| CD CRESCD 185 | CD CRESCD 185              | CD CRESCD 185 |
| STT           | Nhan đề                    | Thời lượng    |
| ------------- | -------------------------- | ------------- |
| 1.            | "Live Forever"             | 4:38          |
| 2.            | "Up in the Sky" (acoustic) | 3:32          |
| 3.            | "Cloudburst"               | 5:21          |
| 4.            | "Supersonic" (trực tiếp)   | 5:12          |

| 7" CRE 185 | 7" CRE 185                 | 7" CRE 185 |
| STT        | Nhan đề                    | Thời lượng |
| ---------- | -------------------------- | ---------- |
| 1.         | "Live Forever"             | 4:38       |
| 2.         | "Up in the Sky" (acoustic) | 3:32       |

| 12" CRE 185T | 12" CRE 185T               | 12" CRE 185T |
| STT          | Nhan đề                    | Thời lượng   |
| ------------ | -------------------------- | ------------ |
| 1.           | "Live Forever"             | 4:38         |
| 2.           | "Up in the Sky" (acoustic) | 3:32         |
| 3.           | "Cloudburst"               | 5:21         |

| Cassette CRECS 185 | Cassette CRECS 185         | Cassette CRECS 185 |
| STT                | Nhan đề                    | Thời lượng         |
| ------------------ | -------------------------- | ------------------ |
| 1.                 | "Live Forever"             | 4:38               |
| 2.                 | "Up in the Sky" (acoustic) | 3:32               |

Ấn bản châu Âu
| CD HES 660689 2 | CD HES 660689 2             | CD HES 660689 2 |
| STT             | Nhan đề                     | Thời lượng      |
| --------------- | --------------------------- | --------------- |
| 1.              | "Live Forever" (radio edit) | 3:43            |
| 2.              | "Live Forever"              | 4:37            |
| 3.              | "Up in the Sky" (acoustic)  | 3:32            |
| 4.              | "Cloudburst"                | 5:21            |
| 5.              | "Supersonic" (trực tiếp)    | 5:10            |

## Xếp hạng và chứng chỉ

### Xếp hạng
| Xếp hạng (1994-95)                  | Vị trí cao nhất |
| ----------------------------------- | --------------- |
| Canadian RPM Singles Chart          | 70              |
| Scottish Singles Chart              | 4               |
| UK Singles Chart                    | 10              |
| US Billboard Hot 100 Airplay        | 39              |
| US Billboard Mainstream Rock Tracks | 10              |
| US Billboard Modern Rock Tracks     | 2               |

### Chứng chỉ
| Quốc gia                                                    | Chứng nhận | Số đơn vị/doanh số chứng nhận |
| ----------------------------------------------------------- | ---------- | ----------------------------- |
| Anh Quốc (BPI)                                              | Bạc        | 200.000‡                      |
| Anh Quốc (BPI)                                              | Vàng       | 400.000‡                      |
| Anh Quốc (BPI)                                              | Bạch kim   | 600.000‡                      |
| ‡ Chứng nhận dựa theo doanh số tiêu thụ và phát trực tuyến. |            |                               |